# کادیلاک لیریک
کادیلاک لیریک (به انگلیسی: Cadillac Lyriq) یک کراس‌اوور الکتریکی باتری است که توسط کادیلاک زیرمجموعهٔ جنرال موتورز تولید و به بازار عرضه می‌شود. لیریک به‌عنوان اولین خودروی تمام‌الکتریکی کادیلاک و اولین خودروی تولیدی جنرال موتورز است که از پلت‌فرم BEV3 استفاده می‌کند. لیریک نسخهٔ جدیدی از سامانهٔ رانندگی نیمه‌خودران سوپر کروز جنرال موتورز را معرفی می‌کند.